# Robótica de código abierto

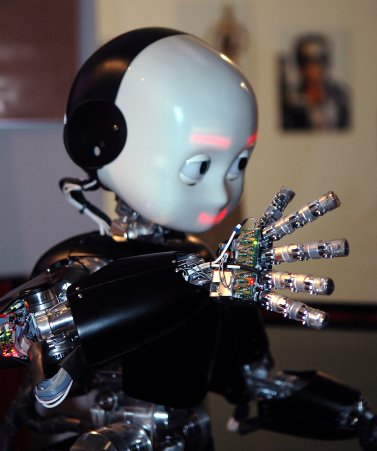
Un iCub, robot de código abierto, haciendo una demostración en directo de expresiones faciales.

La robótica de código abierto se ocupa de los robots de código abierto, que son aquellos cuyos planos, esquemas o código fuente hayan sido liberados bajo un modelo de código abierto.

## Proyectos actuales

### Proyectos de robots completos

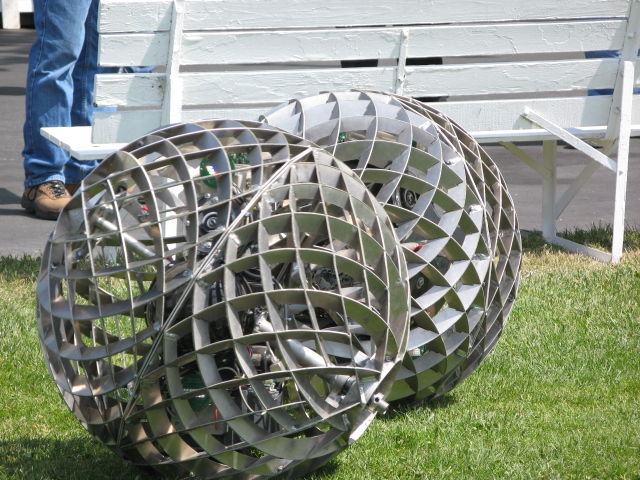
Orb swarm es un ejemplo de robot de código abierto.

| Nombre                            | Descripción | Tipo                     |
| --------------------------------- | --- | ------------------------ |
| DoraBot                           | DORA robot de servicio de propósito general de código abierto.                                                               | Propósito general.       |
| LH001                             | Robot de manejo de líquidos de Investigación-médico de hardware libre.                                                       | Manejo de líquidos.      |
| Salvius (robot)                   | Proyecto de robot humanoide de código abierto.                                                                               | Humanoide.               |
| Sparky Jr.                        | Proyecto de Investigación de Telepresencia Móvil, Est. 1994                                                                  | -                        |
| Open Automaton Project            | - | -                        |
| Leaf Project                      | - | -                        |
| RobotCub                          | Incluyendo iCub. | -                        |
| DARwIn-OP                         | - | -                        |
| OpenRAVE                          | - | -                        |
| e-puck mobile robot               | Robot móvil, orientado a la educación, de hardware libre.                                                                    | Educación.               |
| Open-source Micro-robotic Project | Un proyecto de robot de enjambre de código abierto                                                                           | -                        |
| Qwerkbot                          | Robot de código abierto simple de la Universidad Carnegie Mellon                                                             | -                        |
| Orb swarm                         | - | Educación.               |
| OHMM                              | Manipulador móvil de hardware abierto.                                                                                       | -                        |
| OpenROV                           | Robot subacuático de código abierto.                                                                                         | Educación y exploración. |
| Axemblo (ex Rackbot)              | Un sistema de aluminio de código abierto para construir robots controlados por arduino y smartphones.                        | -                        |
| multiplo                          | Un sistema constructivo con hardware, software y documentación de código abierto utilizado para diseñar y construir robots.  | -                        |
| ArduCopter                        | Robot aéreo no pilotado con hardware y software basado en Arduino.                                                           | -                        |
| OpenPilot                         | Robot aéreo no pilotado con hardware y software basado en STM32 microcontroller.                                             | -                        |
| Paparazzi Project                 | Robot aéreo no pilotado con hardware y software basado en Lisa/S chip.                                                       | -                        |
| PX4 autopilot                     | Robot aéreo no pilotado con hardware y software basado en el STM32F427 Cortex M4 core con FPU.                               | -                        |
| Slugs                             | Chasis de robot volador con hardware y software.                                                                             | -                        |
| RepRap                            | Robot de impresora 3D. | Impresora 3D.            |
| Q.bo                              | - | -                        |
| Willow Garage                     | - | -                        |
| Tingu                             | Proyecto de robot humanoide de código abierto.                                                                               | Humanoide.               |
| Ardumower                         | Cortadora de césped de código abierto.                                                                                       | -                        |
| Otto DIY                          | Prinbot bípedo orientado a la educación de hardware libre, basado en arduino.                                                | Educación.               |
| escornabot                        | Prinbot móvil que se puede programar con los botones del robot para ejecutar la secuencia de movimientos, basado en arduino. | Educación.               |
| mclon                             | Prinbot móvil, basado en arduino.                                                                                            | Educación.               |

### Programas de código abierto
| Nombre                            | Descripción | Tipo             |
| --------------------------------- | --- | ---------------- |
| NXJ                               | Un entorno de Java de código abierto para Lego NXT robot kit                                                            |                  |
| CLARAty                           | Software robótico desarrollado por JPL como parte de Mars Program.                                                      |                  |
| ROS (Robot Operating System)      | Software de código abierto alojado en Willow Garage.                                                                    |                  |
| URBI                              | Plataforma de programación para el desarrollo de aplicaciones en los campos de la robótica y los sistemas complejos.    |                  |
| Player                            | | Robot Framework. |
| Orocos                            | Librería de C++ portable para máquinas avanzadas y control robótico.                                                    |                  |
| Rock (the Robot Construction Kit) | Software de integración de marcos de trabajo para sistemas robóticos basados en Orocos.                                 |                  |
| Orca                              | Framework de código abierto para desarrollar sistemas robóticos.                                                        | Robot Framework. |
| MOOS                              | Software para investigación robótica.                                                                                   | Robot Framework. |
| MyRobotLab                        | Servicio Java de código abierto basado en Frameworks para robótica.                                                     | Robot Framework. |
| RoboComp                          | Provee a las herramientas para crear y modificar componentes de software                                                | Robot Framework. |
| CARMEN                            | Colección de software para el control robótico móvil.                                                                   | Robot Simulator. |
| TeamBots                          | Colección de paquetes y programas Java para investigación robótica.                                                     | Robot Simulator. |
| Open Dynamics Engine              | Motor físico para modelación articulada de cuerpos rígidos.                                                             |                  |
| Simbad                            | Simulador 3D para fines científicos y educativos.                                                                       | Robot Simulator. |
| Gazebo                            | Multi-Robot Simulator dinámico en un entorno 3D.                                                                        | Robot Simulator. |
| Dave's Robotic Operating System   | Módulos básicos de software para robótica.                                                                              |                  |
| Sparky                            | Paquete que permite controlar un robot usando la herramienta de videollamada Skype.                                     | Controlador web. |
| OpenJAUS                          | Paquete para usar JAUS sin saber los detalles low-level.                                                                |                  |
| RI-JAUS SDK                       | Librería de C++ que implementa el protocolo JAUS.                                                                       |                  |
| miniBloq                          | Interfaz para programar tablas robóticas sin saber de programación. (Compatible con Arduino)                            | Interfaz.        |
| Artoo                             | Microframework de Ruby para robótica y computación física.                                                              | Microframework.  |
| Appium                            | Herramienta de automatización de código abierto para ejecutar scripts y apps nativas. Tanto para iOS como para Android. | Controlador web. |

### Hardware de código abierto
- Make Controller Kit
- Placas madres con CPU; e.g. Arduino
- The Rossum project abre el código de ciertos módulos y herramientas de robótica (mappers, simuladores de robots, ...)

## Características
- Bajo coste. Los costes de un robot pueden disminuir dramáticamente, como los construidos por Hanson[41] ($300) y aiko ($25000).
- Intercambiabilidad de software y / o hardware

## Popularidad
Una primera señal de la creciente popularidad de la construcción de estos robots se puede encontrar con la comunidad DIY (hágalo usted mismo). Lo que comenzó con pequeños concursos para vehículos operados a distancia (por ejemplo RobotWars), pronto se convirtió en la construcción de robots de telepresencia autónomos, como Sparky y seguido de verdaderos robots autónomos (capaces de tomar decisiones propias) como los Proyectos Open Automaton y Proyecto Leaf. Ciertas compañías comerciales ahora también producen kits para hacer robots sencillos.
Esta popularidad no sólo se ha visto en individuos con tendencia tecnológica, sino que también se han visto instancias del uso de esta tecnología en diferentes centros educativos. La creación de pequeños robots en la educación dan lugar al desarrollo de una variedad de destrezas útiles para el alumnado. Es por ello, que este tipo de creaciones se han popularizado, dando un énfasis en la compresión de este tipo de tecnologías y su desarrollo.

## Usos
En la actualidad, los robots de código abierto aún no son lo suficientemente sofisticados para llevar a cabo gran parte de las tareas de una persona. 
Algunos constructores DIY ya están pensando en actividades útiles que se pueden realizar hoy en día, como la limpieza por aspiración, el lavado del suelo y cortacésped automatizado.